# 青梅街道
青梅街道（日语：／ Ōme kaidō */?）是一條位於日本關東地區的一般道路，自東京都新宿區開始，途經同屬東京都的青梅市後，終點位於山梨縣甲府市。

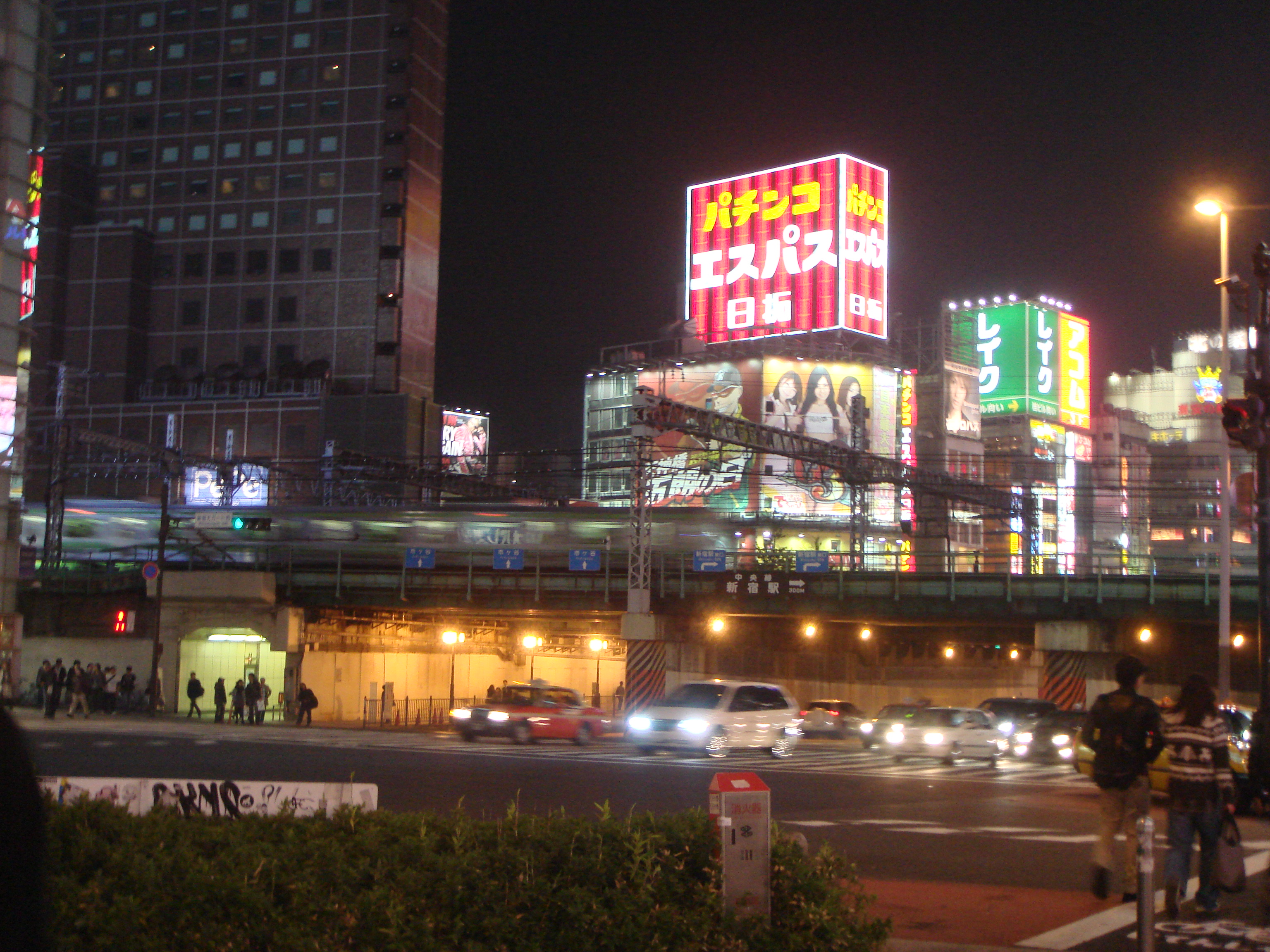
新宿大陸橋西交差點

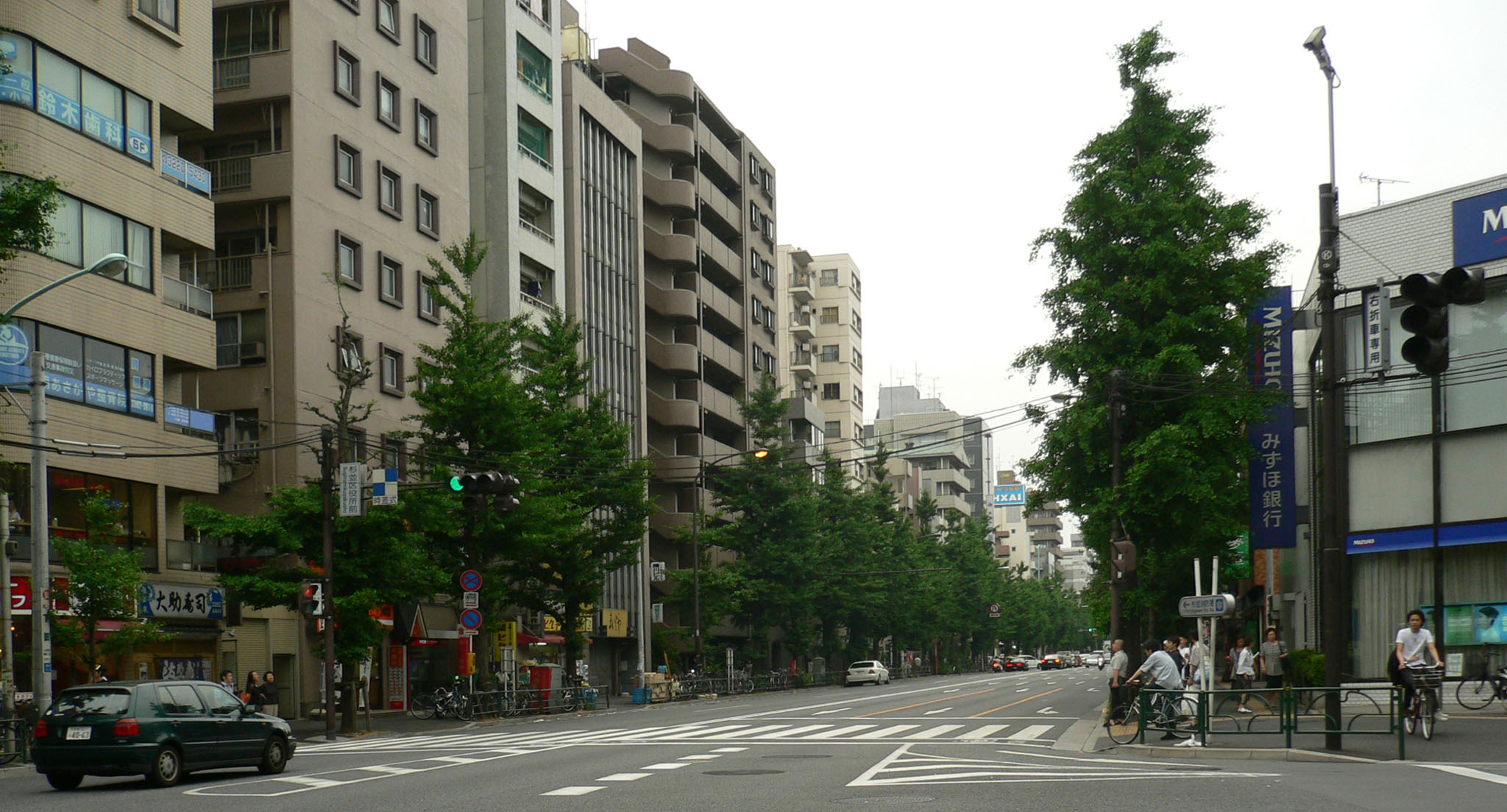
杉並區役所前交差點

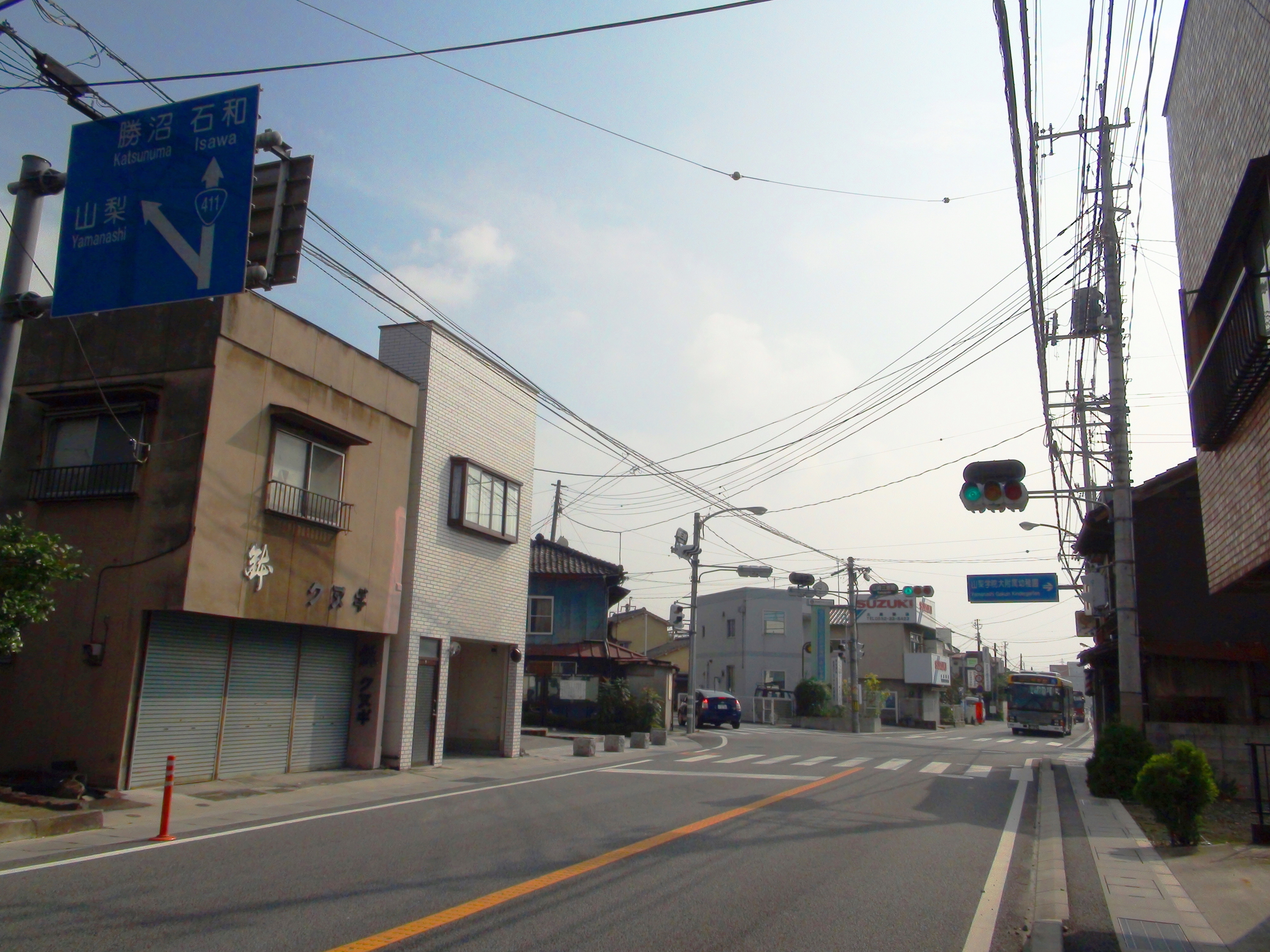
終點甲府市酒折山崎三差路（甲州街道交點）

## 概要
- 起點：新宿大陸橋西交差點：東京都新宿區
- 終點：山崎交差點（甲州街道交點）：山梨縣甲府市

歷史上，青梅街道的起點是現在的新宿三丁目交差點付近，此地點是和甲州街道的分岐點，所以稱作「新宿叉口」（新宿追分）。另外為了和新青梅街道區別，也稱「舊青梅街道」。

### 宿場
- 中野宿（東京都中野區）
- 田無宿（東京都西東京市）
- 小川宿（東京都小平市）
- 箱根ヶ崎宿（東京都西多摩郡瑞穗町）
- 青梅宿（東京都青梅市）
- 氷川宿（東京都西多摩郡奧多摩町）
- 丹波宿（山梨縣北都留郡丹波山村）
- 塩山宿（山梨縣甲州市）
- 小原宿（山梨縣山梨市）

## 通過自治體
- 東京都
  - 新宿區
  - 中野區
  - 杉並區
  - 練馬區
  - 西東京市
  - 東久留米市
  - 小平市
  - 東大和市
  - 武藏村山市
  - 西多摩郡瑞穗町
  - 青梅市
  - 西多摩郡奧多摩町

- 山梨縣
  - 北都留郡丹波山村
  - 甲州市（舊塩山市）
  - 山梨市（舊山梨市）
  - 笛吹市（舊東山梨郡春日居町、舊東八代郡石和町）
  - 甲府市

## 都縣境
- 東京都西多摩郡奧多摩町～山梨縣北都留郡丹波山村（鴨澤橋）

## 正式名
- 東京都道・埼玉縣道4號東京所澤線　東京都新宿區（新宿大陸橋西交差點）～東京都西東京市（田無町一丁目交差點）
- 東京都道5號新宿青梅線　東京都新宿區（新宿大陸橋西交差點）～東京都西東京市（田無町一丁目交差點）～東京都瑞穗町（瑞穗松原交差點）～東京都青梅市（市民会館南交差點）
- 國道411號　東京都青梅市（市民会館南交差點）～山梨縣甲州市（市役所前交差點）
- 山梨縣道218號大菩薩初鹿野線　山梨縣甲州市（市役所前交差點）～山梨縣山梨市（山梨縣道204號休息山梨線交差點）
- 山梨縣道205號三日市場南線　山梨縣山梨市（山梨縣道204號休息山梨線交差點）～山梨縣山梨市（兄川橋北詰交差點）
- 國道140號　山梨縣山梨市（兄川橋北詰交差點）～山梨縣甲府市（十郎橋西交差點）
- 山梨縣道6號甲府韮崎線　山梨縣甲府市（十郎橋西交差點）～山梨縣甲府市（山崎交差點）

## 關連道路
- 新青梅街道
- 江戶街道

## 關連項目
- 日本道路一覽
- 東京都都道一覽
- 山梨縣縣道一覽
- 青梅街道車站

## 外部連結
- 吉祥寺通的交點（1956年） （页面存档备份，存于） - 練馬區役所